# Carcharhinus falciformis
Carcharhinus falciformis је врста морског пса из породице Carcharhinidae, а добила је назив због глатке текстуре коже. Ова врста је једна од најзаступљенијих морских паса у пелагијалској зони, а може се наћи широм света у тропским водама. Овај морски пас веома је покретљив и налази се до 50 м преко континенталног прага. Има танко и пространо тело, а обично нарасте дужине до 2,5 м. Од осталих врста морских паса разликује се по малим перајима са закривљеним задњим рубом и дугим слободним задњим врхом. Carcharhinus falciformis прилично је радознао упоран ловац, а храни се углавном кошљорибама и главоношцима, као и тунама које су му омиљен плен.
Слух ове врсте је изузетно акутан и омогућава му да чује ниске фреквенције буке које производе друге врсте. Врста је живахна, а њено разножавање извршава се током целе године, осим у Мексичком заливу, где је циклус парења сезонски. Женке рађају легла са 16 риба, а прве месеце проводе у заклонима гребена, знатно растући пре него што се преселе у океан.
Carcharhinus falciformis поседује велики број оштрих зуба, што је чини опасном, а агресивно се понаша и према рониоцима. Међутим, људе напада изузетно ретко, јер мали број њих улази у њено станиште. Ову врсту људи вреднују због пераја, а у мањој мери због свог меса, коже, јетре и вилице. Због њиховог великог броја, оне представљају главну компоненту комеријалног и занатлијског риболова у многим државама. Иако се споро размножава широко је распрострањена, али њен број опада широм света, па ју је Међународна унија за заштиту природе сврстала у рањиве врсте 2017. године.

## Таксономија
Научни опис ове врсте први су објавили немачки биолози Џонс Милер и Јакоб Хенле у њиховим записима 1839. године. Каснији аутори су ову врсту сврстали у род Carcharhinus. Будући да су у то време Милер и Хенле описали женку ове врсте дугачку 53 cm, коју су видели у водама Кубе, одрасли примерци ове врсте нису били препознати и описани су тада као посебне врсте, од стране Хенрија Биглова, Вилијама Шродера и Стјуарта Спрингера 1943. године. Џек Герик, Ричард Бакус и Роберт Џибс назвали су ову врсту C. falciformis, 1964. године. Њено име на латинском језику означава леђна и грудња пераја. Име је добила због фине и глатке коже у поређењу са другим морским псима.

## Филогенија и еволуција
|  | Carcharhinus altimus  |
|  |                       |
|  | Carcharhinus plumbeus |
|  |                       |

|  | Carcharhinus perezi |
|  | |
|  | \| \| Carcharhinus galapagensis \| \| \| \| \| \| Carcharhinus obscurus \| \| \| \| \| \| Carcharhinus longimanus \| \| \| \| \| \| Prionace glauca \| \| \| \| |
|  | |
|  | Carcharhinus galapagensis |
|  | |
|  | Carcharhinus obscurus |
|  | |
|  | Carcharhinus longimanus |
|  | |
|  | Prionace glauca |
|  | |

|  | Carcharhinus galapagensis |
|  |                           |
|  | Carcharhinus obscurus     |
|  |                           |
|  | Carcharhinus longimanus   |
|  |                           |
|  | Prionace glauca           |
|  |                           |

|  | Carcharhinus perezi |
|  | |
|  | \| \| Carcharhinus galapagensis \| \| \| \| \| \| Carcharhinus obscurus \| \| \| \| \| \| Carcharhinus longimanus \| \| \| \| \| \| Prionace glauca \| \| \| \| |
|  | |
|  | Carcharhinus galapagensis |
|  | |
|  | Carcharhinus obscurus |
|  | |
|  | Carcharhinus longimanus |
|  | |
|  | Prionace glauca |
|  | |

|  | Carcharhinus galapagensis |
|  |                           |
|  | Carcharhinus obscurus     |
|  |                           |
|  | Carcharhinus longimanus   |
|  |                           |
|  | Prionace glauca           |
|  |                           |

|  | Carcharhinus altimus  |
|  |                       |
|  | Carcharhinus plumbeus |
|  |                       |

|  | Carcharhinus perezi |
|  | |
|  | \| \| Carcharhinus galapagensis \| \| \| \| \| \| Carcharhinus obscurus \| \| \| \| \| \| Carcharhinus longimanus \| \| \| \| \| \| Prionace glauca \| \| \| \| |
|  | |
|  | Carcharhinus galapagensis |
|  | |
|  | Carcharhinus obscurus |
|  | |
|  | Carcharhinus longimanus |
|  | |
|  | Prionace glauca |
|  | |

|  | Carcharhinus galapagensis |
|  |                           |
|  | Carcharhinus obscurus     |
|  |                           |
|  | Carcharhinus longimanus   |
|  |                           |
|  | Prionace glauca           |
|  |                           |

|  | Carcharhinus perezi |
|  | |
|  | \| \| Carcharhinus galapagensis \| \| \| \| \| \| Carcharhinus obscurus \| \| \| \| \| \| Carcharhinus longimanus \| \| \| \| \| \| Prionace glauca \| \| \| \| |
|  | |
|  | Carcharhinus galapagensis |
|  | |
|  | Carcharhinus obscurus |
|  | |
|  | Carcharhinus longimanus |
|  | |
|  | Prionace glauca |
|  | |

|  | Carcharhinus galapagensis |
|  |                           |
|  | Carcharhinus obscurus     |
|  |                           |
|  | Carcharhinus longimanus   |
|  |                           |
|  | Prionace glauca           |
|  |                           |

|  | Carcharhinus altimus  |
|  |                       |
|  | Carcharhinus plumbeus |
|  |                       |

|  | Carcharhinus perezi |
|  | |
|  | \| \| Carcharhinus galapagensis \| \| \| \| \| \| Carcharhinus obscurus \| \| \| \| \| \| Carcharhinus longimanus \| \| \| \| \| \| Prionace glauca \| \| \| \| |
|  | |
|  | Carcharhinus galapagensis |
|  | |
|  | Carcharhinus obscurus |
|  | |
|  | Carcharhinus longimanus |
|  | |
|  | Prionace glauca |
|  | |

|  | Carcharhinus galapagensis |
|  |                           |
|  | Carcharhinus obscurus     |
|  |                           |
|  | Carcharhinus longimanus   |
|  |                           |
|  | Prionace glauca           |
|  |                           |

|  | Carcharhinus perezi |
|  | |
|  | \| \| Carcharhinus galapagensis \| \| \| \| \| \| Carcharhinus obscurus \| \| \| \| \| \| Carcharhinus longimanus \| \| \| \| \| \| Prionace glauca \| \| \| \| |
|  | |
|  | Carcharhinus galapagensis |
|  | |
|  | Carcharhinus obscurus |
|  | |
|  | Carcharhinus longimanus |
|  | |
|  | Prionace glauca |
|  | |

|  | Carcharhinus galapagensis |
|  |                           |
|  | Carcharhinus obscurus     |
|  |                           |
|  | Carcharhinus longimanus   |
|  |                           |
|  | Prionace glauca           |
|  |                           |

|  | Carcharhinus altimus  |
|  |                       |
|  | Carcharhinus plumbeus |
|  |                       |

|  | Carcharhinus perezi |
|  | |
|  | \| \| Carcharhinus galapagensis \| \| \| \| \| \| Carcharhinus obscurus \| \| \| \| \| \| Carcharhinus longimanus \| \| \| \| \| \| Prionace glauca \| \| \| \| |
|  | |
|  | Carcharhinus galapagensis |
|  | |
|  | Carcharhinus obscurus |
|  | |
|  | Carcharhinus longimanus |
|  | |
|  | Prionace glauca |
|  | |

|  | Carcharhinus galapagensis |
|  |                           |
|  | Carcharhinus obscurus     |
|  |                           |
|  | Carcharhinus longimanus   |
|  |                           |
|  | Prionace glauca           |
|  |                           |

|  | Carcharhinus perezi |
|  | |
|  | \| \| Carcharhinus galapagensis \| \| \| \| \| \| Carcharhinus obscurus \| \| \| \| \| \| Carcharhinus longimanus \| \| \| \| \| \| Prionace glauca \| \| \| \| |
|  | |
|  | Carcharhinus galapagensis |
|  | |
|  | Carcharhinus obscurus |
|  | |
|  | Carcharhinus longimanus |
|  | |
|  | Prionace glauca |
|  | |

|  | Carcharhinus galapagensis |
|  |                           |
|  | Carcharhinus obscurus     |
|  |                           |
|  | Carcharhinus longimanus   |
|  |                           |
|  | Prionace glauca           |
|  |                           |

Фосилизовани зуби који припадају овој врсти пронађени су у водама Северне Каролине, а један од њих потиче из периода плеистоцена-холоцена, а други из периода касног плиоцена, пре око 3,5 милиона година. Фосилни зуби ове врсте такође су пронађени у каменолому у Тоскани.
Carcharhinus elongatus, ранији представник ове врсте живео је у периоду олигоцена на простору Вирџиније и Јужне Каролине. У Египту су такође описани зуби из периода еоцена који наликују зубима ове врсте. Почетни напори да се разреше еволутивни односи ове врсте нису били успешни. Морфолог Џек Герика 1892. године истакао је да је овој врсти најближи рођак C. sealei.. Године 1992. анализа Гејвин Нејлора заоснована на подацима о секвенцина алозима, открила је да је ова врста део групе морских паса који имају грбу између леђних пераја.

## Распрострањеност и станиште
Carcharhinus falciformis настањује топле морске воде, топлије од 23 °C. У Атлантском океану ова врста настањује простор од Масачусетса до Шпаније на северу, а од јужног дела Бразила до севера Анголе, укључујући Средоземно море, Мексички залив и Карипско море. Такође је присутна широм Индијског океана све до југа Мозамбика и западног дела Аустралије, укључујући Црвено море и Персијски залив. У Тихом океану, опсег ове врсте је од јужних делова Кине и Јапана до Доње Калифорније и Калифорнијског залива, док је јужни опсег од Сиднеја у Аустралији до севера Новог Зеленад и Чилеа.
На основу разлика у животној историји у океанским басенима широм света идентификоване су четири различите врсте која настањују северозападни Атлантик, западни и средњи Тихи океан, источни Тихи океан и Индијски океан. Живи најчешће на дубини од 200 м, а понекада је и на 500 метара дубине или више. На основу студија проучавања ове врсте у Пацифику и Мексичком заливу, откривено је да Carcharhinus falciformis проводе 99% свог времена на 50 м дубине, а 80—85% времена у води која је температуре од 26 до 30 °C. Опсег ове врсте се константно шири даље на север и југ дуж континенталних маргина у океанским водама. Понекад се може упутити у плитке воде, до 18 м. Carcharhinus falciformis је врло покретна врста, често мигрира, мада су њена кретања мало позната. Подаци бележе да поједине јединке дневно пређу до 60 км.

## Опис
Carcharhinus falciformis има прилично дугу и заобљену њушку, кружне очи са заштитним мембранама и три пара капака. У устима ове врсте налазе се бразде, четрнаест до шеснаест зуба са обе стране вилице. Горњи зуби су оштри и троугласти, а са стране више коси. Доњи зуби су ситнији, усправни и глатких ивица. Леђна и прстенаста пераја помажу у разликовању ове врсте од других морских паса. Прво леђно пераје је релативно мало и има заобљени врх, док је друго ситније. Каудална пераја ове врсте прилично су велика и добро развијена. Кожа ове врсте прекривена је ситним оштрицама које су водоравне и расту како расте и јединка. Леђа су златне и смеђе боје, до тамно сиве, а трбух је бео, док се на боку налазе пруге. Пераје (изузев првог леђног) је тамно на врховима, највише код младих примерака ове врсте. Након смрти, ова врста поцрни или посиви. Carcharhinus falciformis један је од највећих у својој породици, обично дужине до 2,5 м, а највећи забележени имао је 3,5 м и 346 килограма. Женке нарасту веће од мужјака.

## Биологија и исхрана
Carcharhinus elongatus једна је од три најчешће ајкуле из пелагичног периода и спада међу најбројније велике животиње у океанима, са популацијом од најмање десет милиона примерака. У поређењу са другим пелагичним врстама, ова се налази у приобалним водама где се храни. Carcharhinus elongatus је активан, радознао и агресиван. Познато је да се ова врста окупља у више јединки како би се организовали и одбранили од предатора. Током миграција може се окупити преко хиљаду јединки, а у групама су оне раздвојене по величини, а у Тихом океану и по полу. Потенцијални предатор који напада ову врсту је кит убица и већи морски пси, укључујући врсте Kroeyerina cortezensis, Gnathia trimaculata и Phyllobothrium.
Carcharhinus elongatus храни се углавном са врстама риба као што су сардине, ципле, Decapterus, Ariidae, Anguilliformes, косторошац и друге. Такође, могу се хранити лигњама, и раковима. Студије спроведене на обалама Флориде и Бахама показале су да је ова врста осетљива на звук и да чује фреквенције од 10 до 20 херца, што им помаже да нађу друге рибље врсте како би се прехранили. Сматра се да се ова врста размножава током целе године, док се парење у Мексичком заливу одвија касно у пролеће или почетком лета, од маја до августа. Женке рађају младунце после 12 месеци, а легло се креће од 16 јединки, док се млади роде у гребенима где постоје велике залихе хране и ту су заштићени од великих предатора.
| Регија                 | Дужуна при рођењу   | Дужина мужјака у зрелости | Дужина женке у зрелости    |
| ---------------------- | ------------------- | ------------------------- | -------------------------- |
| Северозападни Атлантик | 68—84 cm (27—33 in) | 2,15—2,25 m (7,1—7,4 ft)  | 2,32—2,46 m (7,6—8,1 ft)   |
| Источни Атлантик       | ?                   | 2,20 m (7,2 ft)           | 2,38—250 m (7,8—820,2 ft)  |
| Индијски океан         | 56—87 cm (22—34 in) | 2,39—2,40 m (7,8—7,9 ft)  | 2,16—2,60 m (7,1—8,5 ft)   |
| Западни Пацифик        | ?                   | 2,10—2,14 m (6,9—7,0 ft)  | 2,02—2,20 m (6,6—7,2 ft)   |
| Централни Пацифик      | 65—81 cm (26—32 in) | 1,86 m (6,1 ft)           | 2,00—2,18 m (6,56—7,15 ft) |
| Источни Пафицик        | 70 cm (28 in)       | 1,80—1,82 m (5,9—6,0 ft)  | 1,80—1,82 m (5,9—6,0 ft)   |

Carcharhinus falciformis су углавном већи од у северозападном делу Атлантског океана, од оних у средњем делу Тихом океана у свим добима, док је иста врста у источном делу Пафицика мања од других у другим деловима. Carcharhinus falciformis у источном делу Атлантског и Индијског океана већи су него они у другим обласима, али се бројке заснивају на релативно малом броју пописаних јединки. Истраживање је показало да женке расту много спорије од мужјака, али то истраживање није обухватило резултате великог броја примерака. Највећа стопа раста примећена је у Мексичком заливу, а најмања у североистичном делу Тајвана. Мужјаци достижу сексуалну зрелост када имају 6 до 10 година, а женке у доби од 6 до 12 и више година. Carcharhinus falciformis из умерено топлих вода могу сазревати спорије од оних који живе у топлијим водама. Животни век ове врсте је више од 22 године.
С обзиром на величину, ова врста сматра се потенцијално опасном по људе. Међутим од ретко долази у котантк са људима, али је радознала па често прилази рониоцима, који могу да буду у опасности ако се нађу у близини хране. Carcharhinus falciformis доста је агресивнији у близини гребена него на отвореним водама. Забележени су случајеви да ова врста ронице тера из воде из страха како би могли да их угрозе. До маја 2009. године потврђена су три напада ове врсте на човека, а ни уједној није било смртних исхода. Велики број примерака ове врсте уловљен је од стране рибара који долазе са подручја Мексика, Сједињених Државе, Костарике, Салвадора, из Португала, Шпаније, Шри Ланке, Јемена, Малдива и Обале Слоноваче. Још већи број случајно је уловљен током масовног риболова мрежама. Пераје ове врсте се у неким кухињама сматра деликатесом и од њега се прави супа, док се остатак тела одбацује, укључујући кухињу Хонг Конга. Такође, месо ове врсте продаје се свеже или сушено, као и кожа, јетра и вилица.
Као једна од најзастпљенијих и најраспрострањенијих врста, сматрало се да Carcharhinus falciformis није угрожена упркос риболову. Само 1989. године уловљено је око 900.000 јединки у јужном и централном делу Тихог океана. Подаци о овој врсти често су непотпуни и сматра се да она није довољно истражена и добро пописана. Ипак, постоје велики докази да је број ове врсте широм свота опао, што је последица риболова, а и скромне репродукције. Укупни пријављени годишњи улов Организацији за храну и пољопривреду падао је са 11.680 тона 2000. године на 4.358 тона, 2004. године. По неким проценама ове врсте има око 90% мање у Тихом океану, а просечно мање 80% у другим деловима које настањују. Године 2017. ова врста клафикована је као рањиви таксон од стране Међународне уније за заштиту природе.